# The Youngbloods
The Youngbloods was een Amerikaanse folkrockband.

## Bezetting
- Jerry Corbitt[5] (gitaar, tot 1969)
- Perry Miller alias Jesse Colin Young[6] (zang, basgitaar)
- Lowell Levinger[7] (gitaar)
- Joe Bauer[8] (drums)
- Michel Kane[9] (vanaf 1969, gitaar)

## Geschiedenis
De in New York geboren Perry Miller alias Jesse Colin Young had als folkzanger al twee soloalbums (waarvan een met de titel Youngbloods) uitgebracht, voordat hij in 1964 Jerry Corbitt ontmoette. In het voorjaar van 1965 formeerden beiden het duo The Youngbloods. Young speelde basgitaar en Corbitt gitaar. Corbitts vriend Lowell Levinger (Banana) voegde zich als tweede gitarist bij de band en bemiddelde de ambitieuze jazzdrummer Joe Bauer, die het kwartet completeerde.
De eerste optredens van de band waren succesvol. Ze werden de huisband van het 'Cafe Au Go Go', een van de bekendste nachtclubs in het New Yorkse stadsdeel Greenwich Village en kregen een platencontract bij RCA Records. De single Grizzly Bear plaatste zich in de Amerikaanse hitlijst (#52). Kort daarna verhuisden The Youngbloods van de oostkust naar Marin County bij San Francisco en verwierven zich daar een naam als festival- en open-airband.
Het album The Youngbloods, dat later werd hernoemd in Get Together, verscheen in 1967 en werd door de critici hoog geprezen. De single Get Together (van Chet Powers alias Dino Valenti) van dit album verkocht vervolgens echter slepend. Toen de National Council of Christians and Jews in 1969 de song als achtergrondmuziek voor hun reclamespots gebruikten, werd de single opnieuw uitgebracht. Ze plaatste zich in de Amerikaanse hitlijst (#5) en werd meer dan een miljoen keer verkocht. Nog in 1967 verscheen het tweede album Earth Music, in 1969 Elephant Mountain. Jerry Corbitt verliet in 1969 de band en werd vervangen door Michel Kane. In 1971 richtte de band haar eigen label Racoon Records op.
Tot 1972 werden de vijf albums Sunlight (1971), Rock Festival (1971), Ride the Wind (1971), Good and Dusty (1972) en High in a Ridgetop (1972) uitgebracht. Daarna werd de band ontbonden. Young startte een solocarrière en was succesvol tot midden jaren 1980. Banana, Bauer en Kane formeerden de band Banana & the Bunch en Bauer bracht met Moonset een eigen album uit. Corbitt bracht twee eigen platen uit en trad in het voetlicht als producent voor Charlie Daniels en Don McLean.

## Overlijden
Jerry Corbitt overleed op 9 maart 2014 aan de gevolgen van longkanker.

## Trivia
- In 1970 stuurde de band de song Sugar Babe voor de soundtrack van Zabriskie Point bij.
- Het refrein van Get Together gebruikte Nirvana als eerste regel in de song Territorial Pissings.
- Get Together is ook op de soundtrack van Fear and Loathing in Las Vegas te vinden.
- Let's Get Together is vertegenwoordigd in de soundtrack van de film Forrest Gump.
- Aangezien het nummer Darkness, Darkness niet als single werd uitgebracht, kwam de lp Elephant Mountain wegens zijn verkoopcijfers in de Oostenrijkse single-hitparade in 1969/1970.
- Lowell Levinger ('Banana') werd als 'Electrical Banana' van Donovan in diens song Mellow Yellow vereeuwigd.